# NGC 4198
NGC 4198 é uma galáxia espiral (S0-a) localizada na direcção da constelação de Ursa Major. Possui uma declinação de +56° 00' 42" e uma ascensão recta de 12 horas, 14 minutos e 21,8 segundos.
A galáxia NGC 4198 foi descoberta em 14 de Abril de 1789 por William Herschel.